# 皮埃尔·蒂拉尔
皮埃尔·埃马纽埃尔·蒂拉尔（法語：Pierre Emmanuel Tirard，法語發音：[pjɛʁ emanɥɛl tiʁaʁ]；1827年9月27日—1893年11月4日）是一位法国政治家。

## 生平
皮埃尔·蒂拉尔出生于瑞士日内瓦，但父母都是法国人。在本国的城镇学习以后，蒂拉尔成为一名土木工程师。在为政府服务5年以后，他辞职成为一名珠宝商人。他对帝制的坚决反对，在1869年一场支持激进候选人反对埃米尔·奥利维耶的竞选战役中达到顶点，作为回报他被选为巴黎十一区区长和塞纳省副省长。巴黎公社時期出任委员，他抗议中央委员会的暴政，然后逃离巴黎，在凡尔赛国民大会中恢复了他极端左翼的位置。
1876年蒂拉尔返回巴黎第1区下议院，并在次年再次当选。他专门致力于财政工作，在1879年3月被瓦丁顿内阁任命为农业和贸易部长之前，当了短时间的海关委员会主席。在第一届弗雷西内內閣(1879–1880)和朱尔·费里内阁(1880–1881)中担任了同样职务。后又任第二次弗雷西内内阁的贸易部长（1882），迪克萊爾內閣(1882–1883)和阿·法利埃内阁(1883)的财政部长，同样的职务一直保留在第二次朱尔·费里(1883–1885)内阁中。
当卡诺于1887年成为共和国总统後，任命蒂拉尔组阁。他不得不处理导致儒勒·格雷维下台的威尔逊丑闻，以及乔治·布朗热派修正主义者的扰乱。他拒绝对1875年宪法进行修改，导致他于1888年3月30日被击败。第二年蒂拉爾重新掌权，决心把布朗热和他的首要支持者送上高等法院，但布朗熱将军逃亡出國。他还逮捕了乔装访问法国的奥尔良公爵菲利普。1890年3月15日他因为法国-土耳其贸易协定问题而辞职，后又接替莫里斯·鲁维埃担任亚历山大·里博内阁（1892–1893）的财政部长。卒於巴黎。

## 蒂拉尔第一次内阁，1887年12月12日 – 1888年4月3日
- 皮埃尔·蒂拉尔 – 法国委员会和部长主席
- Émile Flourens – 外交部长
- François Auguste Logerot – 战争部长
- Ferdinand Sarrien – 内务部长
- 阿尔芒·法利埃 – 司法部长
- François de Mahy – 航海和殖民部长
- Leopold Faye – 公共教导，艺术和崇拜部长
- Jules Viette – 农业部长
- 埃米勒·卢贝 – 公共工程部长
- Lucien Dautresme – 贸易与工业部长

变动
- 1888年1月5日  – Jules François Émile Krantz 接替Mahy 成为航海和殖民部长

## 蒂拉尔第二次内阁，1889年2月22日 – 1890年3月17日
- 皮埃尔·蒂拉尔 – 委员会主席和贸易与工业部长
- Eugène Spuller – 外交部长
- 夏尔·德·弗雷西内 – 战争部长
- 欧内斯特·康斯坦斯 – 内务部长
- 莫里斯·鲁维埃 – 财政部长
- François Thévenet – 司法和崇拜部长
- Benjamin Jaurès – 航海和殖民部长
- 阿尔芒·法利埃 – 公共教导和艺术部长
- Léopold Faye – 农业部长
- Yves Guyot – 公共工程部长

变动
- 1889年3月14日 – Jules François Émile Krantz 接替 Jaurès成为航海部长，皮埃尔·蒂拉尔在贸易与工业部长以外又兼任了殖民部长
- 1889年11月10日  – Édouard Barbey接替 Krantz成为 航海部长
- 1890年3月1日 – 莱昂·布儒瓦 接替 康斯坦斯成为内务部长